# 洛马林达 (加利福尼亚州)
洛马林达（意为“美丽的山丘”），是美国加利福尼亚州圣贝纳迪诺县下属的一座城市。建市于1970年9月29日，面积大约为7.52平方英里（19.5平方公里）。根据2010年美国人口普查，该市有人口23,261人。根據2005年國家地理雜誌裡一位名叫布特納(Dan Buettner)的專家發表「活得長久的秘密」，全球最長壽的五個「藍色區域」，包括了日本沖繩(Okinawa)、義大利薩丁尼亞島(Island of Sardinia)、哥斯大黎加尼科亞半島(Nicoya Peninsula)、希臘伊卡里亞(Icaria)、加州洛馬林達 (加利福尼亞州)。